# Université de Fukui
L'Université de Fukui (福井大学, Fukui Daigaku, couramment abrégée en Fukudai, 福大) est une université nationale japonaise, située à Fukui, dans la préfecture de Fukui.

## Composantes
L'université est structurée en facultés de 1er cycle (学部, gakubu), qui ont la charge des étudiants de 1er cycle universitaire, et en facultés de cycles supérieurs (研究科, kenkyūka), qui ont la charge des étudiants de 2e et 3e cycle universitaire.

### Facultés de1ercycle
L'université compte 3 facultés de 1er cycle (学部, gakubu).
- Faculté d'éducation et d'études régionales
- Faculté d'ingénierie
- Faculté de sciences médicales

### Facultés de cycles supérieur
L'université compte 3 facultés de cycles supérieurs (研究科, kenkyūka).
- Faculté d'éducation
- Faculté d'ingénierie
- Faculté de sciences médicales